# Podosporium beccarianum
Podosporium beccarianum är en svampart som först beskrevs av Vincenzo de Cesati, och fick sitt nu gällande namn av Seifert & G. Okada 1990. Podosporium beccarianum ingår i släktet Podosporium, divisionen sporsäcksvampar och riket svampar.   Inga underarter finns listade i Catalogue of Life.